# Józef Szymański (polityk)
Józef Edward Szymański (ur. 27 lipca 1925 w Kutnie) – polski nauczyciel i polityk, poseł na Sejm PRL II i III kadencji.

## Życiorys
Syn Ignacego i Wiktorii, uzyskał wykształcenie wyższe niepełne. Z zawodu był nauczycielem, pracował na stanowisku dyrektora Zasadniczej Szkoły Kolejowej w Kutnie (1954–1976). W 1947 wstąpił do Organizacji Młodzieży Towarzystwa Uniwersytetu Robotniczego, następnie do Związku Młodzieży Polskiej i Powszechnej Organizacji „Służba Polsce”. W „Służbie Polsce” w 1948 pełnił funkcję komendanta hufców szkolnych Komendy Powiatowej w Kutnie, a w 1949 funkcję starszego referenta polityczno-wychowawczego. W 1953 wstąpił do Polskiej Zjednoczonej Partii Robotniczej, pełnił funkcje sekretarza podstawowej organizacji partyjnej Technikum Ekonomicznego w Kutnie (od 1954), członka egzekutywy i członka plenum (od 1956), sekretarza do sprawy propagandy (1960–1961) oraz I sekretarza Komitetu Powiatowego w Kutnie, członka Komisji Sportu i Turystyki przy Komitecie Centralnym (od 1957), instruktora do spraw sportu KP w Kutnie, a także kierownika stałych seminariów szkolenia partyjnego. W 1957 i 1961 uzyskiwał mandat posła na Sejm PRL II i III kadencji z okręgu Kutno, przez dwie kadencje pracował w Komisji Zdrowia i Kultury Fizycznej. Należał do Frontu Jedności Narodu, w 1955 był członkiem prezydium Powiatowego Komitetu FJN.